# Drachhausen
Drachhausen (baix sòrab: Hochoza) és un municipi alemany que pertany a l'estat de Brandenburg. Forma part de l'Amt Peitz. Es troba a la zona d'assentament dels sòrabs. Cada dos anys s'hi celebra conjuntament amb Crostwitz el Festival Internacional de Folklore Lausitz / Lužica.

## Evolució demogràfica
| Any  | Població |
| ---- | -------- |
| 1875 | 1 116    |
| 1890 | 1 171    |
| 1910 | 1 238    |
| 1925 | 1 245    |
| 1933 | 1 220    |
| 1939 | 1 161    |
| 1946 | 1 480    |
| 1950 | 1 414    |
| 1964 | 1 168    |
| 1971 | 1 150    |

| Any  | Població |
| ---- | -------- |
| 1981 | 990      |
| 1985 | 953      |
| 1989 | 912      |
| 1990 | 902      |
| 1991 | 888      |
| 1992 | 873      |
| 1993 | 867      |
| 1994 | 877      |
| 1995 | 877      |
| 1996 | 884      |

| Any  | Població |
| ---- | -------- |
| 1997 | 897      |
| 1998 | 902      |
| 1999 | 889      |
| 2000 | 889      |
| 2001 | 893      |
| 2002 | 887      |
| 2003 | 861      |
| 2004 | 840      |
| 2005 | 854      |
| 2006 | 856      |

| Any  | Població |
| ---- | -------- |
| 2007 | 848      |
| 2008 | 855      |
| 2009 | 836      |
| 2010 | 843      |
| 2011 | 846      |
| 2012 | 838      |
| 2013 | 829      |